# Центральный улус
Центральный улус (район) — административно-территориальная единица, существовавшая в РСФСР в 1930—1938 годах.

## История
В январе 1930 года Пленум Калмыцкого облисполкома принял решение о необходимости нового административно-территориального Калмыцкой области. На основании этого решения было создано 5 новых районов (улусов). Целью этих преобразований называлась «коренная ломка улусизма и родовизма, препятствующих успешному социалистическому развитию хозяйства и культуры». Одним из 5 новых улусов стал Центральный район (улус), который составили Манычский улус вместе с присоединенными к нему Чильгирским, Зюнгарским, Кетченер-Шебенеровским, Эркетеневским и Ачинеровским сельсоветами Икицохуровского улуса и западных территорий Яндыко-Мочажного и Эркетеневского улусов. Административным центром района стало село Улан-Эрге.
Таким образом, Центральный улус занимал огромную территорию - современных Целинного, Приютненского, Ики-Бурульского, частично Яшкульского и Черноземельского районов Калмыкии. В 1934 году из Центрального улуса был выделен Черноземельский улус. В январе 1938 года было проведено разукрупнение улуса, были образованы Троицкий и Приютинский улусы.